# Itria Football Club
L'Associazione Sportiva Dilettantistica Itria Football Club è una squadra italiana di calcio a 5 con sede a Cisternino ma che rappresenta l'intera Valle d'Itria.

## Storia

### Campionati regionali
La società è fondata nel 2011, riunendo giocatori del luogo, dal presidente Mino Rosati che la iscrive al campionato 2011-12 di serie C2 regionale, chiuso al settimo posto. Nella stagione 2012-2013 il Cisternino conquista il proprio girone di Serie C2, la Coppa Puglia e la Supercoppa pugliese. In quella successiva si impone nel campionato regionale di Serie C1 e nella Coppa Italia regionale. Da segnalare la finale raggiunta nella fase nazionale di Coppa Italia regionale persa contro il Perugia.

### Campionati nazionali
Nella stagione 2014-15 gli itriani conquistano la Coppa Italia di Serie B, primo e finora unico trofeo nazionale vinto dalla società, superando in finale i siciliani del Meta per 8-0. In campionato la squadra chiude al primo posto in coabitazione con il Sammichele, mancando la promozione diretta solamente per la peggiore differenza reti nei confronti dei baresi. I play-off si rivelano altrettanto beffardi: il Cisternino giunge fino alla finale uscendone, tuttavia, nettamente sconfitto dal Nursia. La mancata iscrizione di alcune squadre nella categoria superiore convince la società a chiedere e ottenere l'ammissione in Serie A2. È una stagione di cambiamenti: Antonio Lacirignola assume la carica di presidente mentre la squadra è costretta a trasferirsi al PalaWojtyla di Martina Franca poiché il palasport di Cisternino non risulta omologabile per la nuova categoria. Con la vittoria del girone B di Serie A2 i pugliesi conquistano la promozione in massima serie.

### La rifondazione
Le difficoltà economiche già emerse nella seconda metà della stagione precedente costringono il Cisternino, nell'estate del 2018, a non presentare la domanda di iscrizione in Serie A. Con l'intenzione di concentrare le risorse locali, la dirigenza si accorda con i colleghi del Locorotondo Football Five — i quali avevano dovuto rinunciare, un anno prima, alla promozione in Serie B per analoghi motivi — per dare vita a una realtà solida che rappresenti l'intera Valle d'Itria. La società assume la denominazione Itria Football Club e si iscrive in Serie C2, confermando nell'organico i soli Bruno Alexandre da Silva e Riccardo Punzi. Con un bottino di 28 vittorie su altrettante gare, l'Itria vince il proprio girone di Serie C2 e si aggiudica inoltre la Coppa Puglia e la Supercoppa Puglia. La stagione 2019-2020, disputata in Serie C1, coincide anche con la prima sconfitta della nuova società, superata per 3-2 dagli Azzurri Conversano. La stagione porta anche alla vittoria della Coppa Puglia di C1, battendo in finale l’Template:Audace Monopoli. La stagione sarà interrotta per l’arrivo del Covid, ma ciò non impedirà all’Itria di partecipare alla  Serie B 2020-2021, con la seconda promozione in altrettanti anni. 

## Il ritorno nel nazionale
La stagione 20/21 inizia con alcune novità sul mercato: arrivano il portiere Hiram Celso dalla Roma e ritorna l’ex capitano del Futsal Cisternino Danilo Baldassarre. Dopo un inizio difficile, la squadra si consoliderà tra le big del campionato anche grazie all’arrivo nella sessione invernale di mercato di Giuseppe Micoli, che sostituisce il partente Celso. È secondo posto in regular season, che porterà ad una bella cavalcata nei playoff fermata solo dalla Polisportiva Futura in Semifinale. 
È il preludio di quello che succederà l’anno dopo. Il ds Perrini puntella La rosa con gli arrivi di Aleix Ripol e Lorenzo Rosato, mentre viene confermato in blocco lo zoccolo duro degli anni passati. A ciò si inserisce l’arrivo in prima squadra del prodotto del settore giovanile Marco Rosato. L’Itria vince il campionato con 3 giornate di anticipo e si porta a casa la Coppa Italia Di Serie B (calcio a 5) battendo 3-2 il Futsal Cesena in finale. Terza promozione in 4 anni e ritorno nell’importante palcoscenico in Serie A2.

## Cronistoria
| Cronistoria dell'Itria Football Club |
| --- |
| - 2011 · Fondazione del Futsal Cisternino. - 2011-12 · 7ª nel girone C di Serie C2. 1º turno di Coppa Puglia. - 2012-13 · 1ª nel girone C di Serie C2. Promossa in Serie C1. Vince la Coppa Puglia (1º titolo). Vince la Supercoppa Puglia (1º titolo). - 2013-14 · 1ª in Serie C1. Promossa in Serie B. Vince la Coppa Italia regionale (1º titolo). Finalista della fase nazionale di Coppa Italia regionale. Vince la Supercoppa Puglia (2º titolo). - 2014-15 · 2ª nel girone F di Serie B. Ripescata in Serie A2 Finalista play-off. Vince la Coppa Italia di Serie B (1º titolo). - 2015-16 · 5ª nel girone B di Serie A2. Quarti di finale play-off. - 2016-17 · 1ª nel girone B di Serie A2. Promossa in Serie A. Quarti di finale di Coppa Italia di Serie A2 - 2017-18 · 10ª in Serie A. Ottavi di finale della Coppa della Divisione. - 2018 · Rinuncia alla Serie A e iscrizione in Serie C2. Assume la denominazione Itria Football Club. - 2018-19 · 1ª nel girone B di Serie C2. Promossa in Serie C1. Vince la Coppa Puglia (2º titolo). Vince la Supercoppa Puglia (3º titolo). - 2019-20 · 2ª in Serie C1. Ripescata in Serie B. Vince la Coppa Italia regionale (2º titolo). - 2020-21 · 2ª nel girone G di Serie B. Semifinalista play-off. - 2021-22 · 1ª nel girone G di Serie B. Promossa in Serie A2. Vince la Coppa Italia di Serie B (2º titolo). - 2022-23 · Disputa il girone C di Serie A2. Trentaduesimi di finale di Coppa della Divisione. |

## Statistiche
| Livello | Categoria | Partecipazioni | Debutto   | Ultima stagione |
| ------- | --------- | -------------- | --------- | --------------- |
| 1º      | Serie A   | 1              | 2017-2018 | 2017-2018       |
| 2º      | Serie A2  | 3              | 2015-2016 | 2022-2023       |
| 3º      | Serie B   | 3              | 2014-2015 | 2021-2022       |
| 4º      | Serie C1  | 2              | 2013-2014 | 2019-2020       |
| 5º      | Serie C2  | 3              | 2011-2012 | 2018-2019       |

## Colori e simboli

### Logo

Logo 2011-2018

## Strutture

### Palazzetti
- 2011-2015 Palasport Peppino Todisco (Cisternino)
- 2015-2018 PalaWojtyla (Martina Franca)
- 2018-2025 PalaVignaMarina (Fasano)

## Allenatori
- 2011-2012 ·  Francesco D'Errico
- 2012-2016 ·  Francesco Castellana
- 2016-2017 ·  Pablo Parilla
- 2017-2018 ·  Piero Basile,  Sebastiano Giannandrea

## Palmarès

### Competizioni nazionali
- Campionato di Serie A2: 1
2016-17 (girone B)
- Campionato di Serie B: 1
2021-22 (girone G)
- Coppa Italia di Serie B: 2 (record)
2014-15, 2021-22